# David S. Dennison

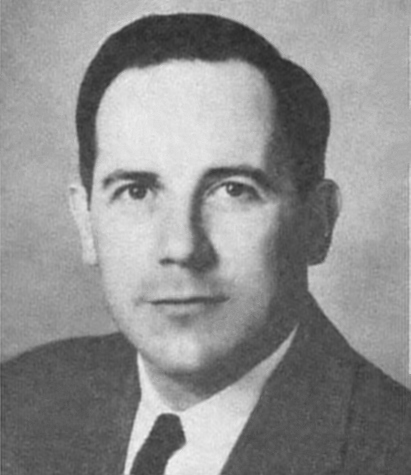
David S. Dennison

David Short Dennison Jr. (* 29. Juli 1918 in Poland, Mahoning County, Ohio; † 21. September 2001 in Warren, Ohio) war ein US-amerikanischer Politiker. Zwischen 1957 und 1959 vertrat er den Bundesstaat Ohio im US-Repräsentantenhaus.

## Werdegang
Im Jahr 1936 absolvierte David Dennison die Western Reserve Academy in Hudson. Danach studierte er bis 1940 am Williams College in Williamstown (Massachusetts). In den Jahren 1942 und 1943 arbeitete er für den American Field Service, der heute unter dem Namen AFS für Interkulturelle Begegnungen bekannt ist. Nach einem Jurastudium an der Western Reserve University Law School und seiner 1945 erfolgten Zulassung als Rechtsanwalt begann er in diesem Beruf zu arbeiten. Zwischen 1953 und 1956 war er Mitarbeiter des Attorney General von Ohio. Politisch schloss er sich der Republikanischen Partei an.
Bei den Kongresswahlen des Jahres 1956 wurde Dennison im elften Wahlbezirk von Ohio in das US-Repräsentantenhaus in Washington, D.C. gewählt, wo er am 3. Januar 1957 die Nachfolge von Oliver P. Bolton antrat. Da er im Jahr 1958 nicht bestätigt wurde, konnte er bis zum 3. Januar 1959 nur eine Legislaturperiode im Kongress absolvieren. Nach seiner Zeit im US-Repräsentantenhaus fungierte Dennison im Jahr 1959 als Berater der Bürgerrechtskommission. 1960 strebte er erfolglos die Rückkehr in den Kongress an. Zwischen 1970 und 1974 gehörte er der Federal Trade Commission an. Ansonsten betätigte er sich als privater Geschäftsmann. Er starb am 21. September 2001 in Warren, wo er auch beigesetzt wurde.